# مجلس وزراء تركيا

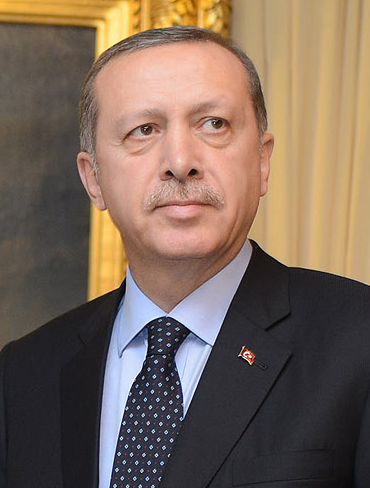
رجب طيب أردوغان رئيس الجمهورية ورئيس مجلس الوزراء الرئاسي الحالي

مجلس وزراء تركيا (بالتركية: Türkiye Kabinesi)‏ أو مجلس الوزراء (بالتركية: Bakanlar Kurulu)‏ أو مجلس الوزراء الرئاسي (بالتركية: Cumhurbaşkanlığı Kabinesi)‏ هو السلطة التنفيذية الأعلى والمسؤول عن إدارة الدولة في تركيا . ويتكون من رئيس الجمهورية ونوابه والوزراء. سابقًا، من عام 1923 إلى عام 2018، كان الرئيس يعيّن الوزراء رسميًا بناءً على توصية رئيس الوزراء. ومنذ عام 2018، تتبنى تركيا رئاسة تنفيذية، مما يعني أن الرئيس يتحمل المسؤولية الكاملة عن تعيين الوزراء وإقالتهم . ويتخذ المجلس قراراته بأغلبية الأصوات. كل وزير مسؤول عن شؤون وزارته وأعمال وتصرفات الموظفين العموميين الخاضعين لإمرته. وفقًا للدستور، لا يجوز الجمع بين عضوية البرلمان والمناصب التنفيذية في الوزارة.

## عملية الترشيح والتعيين
ينتخب الشعب رئيس تركيا كل خمس سنوات. ثم يعين الرئيس نواب رئيس الجمهورية والوزراء أو يقيلهم وفقاً للمادة 104 من الدستور. يلتزم نواب رئيس الجمهورية والوزراء بأداء اليمين أمام مجلس النواب.
بعد انتقال تركيا إلى النظام الرئاسي في عام 2017 ، لم تعد الحكومة بحاجة إلى موافقة برلمانية لتشكيلها، وبالتالي زاد عدد التكنوقراط في مجلس الوزراء.

## فصل السلطات
لا يجوز لأعضاء مجلس الوزراء وأعضاء السلطة التنفيذية الآخرين شغل أي منصب في البرلمان. إذا وافق عضو في البرلمان على منصب وزاري أو أي تعيين آخر في السلطة التنفيذية، فسيتعين عليه الاستقالة من البرلمان. وقد وُضعت هذه القيود لتخفيف الضغط الخارجي والتأثير على الوزراء، ولتمكينهم من التركيز على عملهم الحكومي.
لا دور للبرلمان في المصادقة على التعيينات الرئاسية لمجلس الوزراء. ومع ذلك، يمكن لأغلبية الأصوات في البرلمان إلغاء مرسوم رئاسي. ويمكنها أيضًا تقديم اقتراح يطالب بالتحقيق مع الوزراء بشأن مزاعم ارتكاب جريمة تتعلق بواجباتهم. يمكن للبرلمان أيضًا عزل الرئيس (وبالتالي مجلس الوزراء بأكمله) من خلال الدعوة إلى انتخابات رئاسية مبكرة. ولتحقيق ذلك، يجب الحصول على أغلبية ثلاثة أخماس أصوات البرلمان أي بنسبة 60 %. في هذه الحالة، سيتم تجديد كل من الانتخابات الرئاسية والانتخابات البرلمانية.

## إدارة الحكم
الرئيس هو القائد التنفيذي الرئيسي. لذلك، فإن فترة ولاية مجلس الوزراء بأكملها مرتبطة بفترة ولاية الرئيس: تنتهي ولاية الرئيس (ومجلس الوزراء) تلقائيًا، إذا كان الرئيس المنتخب حديثًا يجلس لأول مرة، أو إذا استقال الرئيس أو توفي.
الرئيس مسؤول عن توجيه مجلس الوزراء وتقرير توجهه السياسي. وفقًا لمبدأ التقسيم الإداري، يتمتع الوزراء بالحرية في أداء واجباتهم بشكل مستقل ضمن الحدود التي تحددها التوجيهات السياسية للرئيس. يجوز للبرلمان أن يطلب من الرئيس في أي وقت إقالة وزير أو تعيين وزير جديد. يقرر الرئيس أيضًا نطاق واجبات كل وزير، ويمكنه وفقًا لتقديره الخاص ترشيح الوزراء الذين يترأسون إحدى الإدارات وما يسمى بوزراء الشؤون الخاصة بدون إدارة خاصة. يمكنه أيضًا قيادة القسم بنفسه، إذا قرر ذلك. حرية رئيس الجمهورية في تشكيل حكومته مقيدة فقط ببعض الأحكام الدستورية: على الرئيس أن يعين وزيرًا للدفاع ووزيرًا للداخلية ووزيرًا للخارجية ووزيرًا للعدل ويحظر ضمنيًا رئاسة إحدى هذه الدوائر بنفسه، حيث أن الدستور يمنح هؤلاء الوزراء بعض الصلاحيات الخاصة. على سبيل المثال، وزير العدل هو أيضًا رئيس مجلس القضاة والمدعين العامين. إذا اختلف وزيران على نقطة معينة، يحل مجلس الوزراء النزاع بأغلبية الأصوات أو يقرر الرئيس القضية بنفسه. يعتمد هذا غالبًا على أسلوب الرئيس في الحكم.
يجوز للرئيس تعيين نائب أو أكثر بعد انتخابه، والذي قد ينوب عنه في حالة غيابه. إذا توفي الرئيس أو كان غير راغب أو غير قادر على العمل كرئيس، يتصرف نائب الرئيس ويمارس سلطات واختصاصات الرئيس حتى انتخاب رئيس الجمهورية التالي.
وفقًا للممارسات المتبعة، يتخذ مجلس الأمن القومي، وهو وكالة حكومية يرأسها الرئيس، القرارات بشأن القضايا الأمنية المهمة. ووفقًا لنظامها الداخلي (السري)، فإن جلساته سرية.

## اجتماعات مجلس الوزراء
تعقد اجتماعات مجلس الوزراء في المجمع الرئاسي في أنقرة ويجتمع مجلس الوزراء بانتظام كل أسبوعين بعد ظهر كل يوم اثنين. اعتمادًا على مدى ازدحام الجدول الزمني، يعقد أحيانًا في أيام الثلاثاء أيضًا. بعد الاجتماعات، يعقد مؤتمر صحفي من قبل رئيس الحكومة أو المتحدث باسم الحكومة. قد تكون الاجتماعات، التي سيتم منها إعداد المحاضر، تداولية و / أو صنع القرار. وسيتضمن المحضر على وجه الحصر الظروف المتعلقة بوقت ومكان الاحتفال وقائمة الحاضرين والقرارات المتخذة والتقارير المقدمة. لذلك، لا يمكن جمع المداولات التي يؤكدها مختلف أعضاء الحكومة، بما أن هذه المداولات بموجب القانون ذات طبيعة سرية، لا يمكن جمعها.
تعقد اجتماعات مجلس الوزراء ويترأسها الرئيس، ولكن في حالة غيابه، يتولى نائب الرئيس مسؤولية رئاسة مجلس الوزراء. قبل الانتقال إلى النظام الرئاسي في عام 2017 ، كانت الاجتماعات برئاسة رئيس الوزراء. من حين لآخر، كان مجلس الوزراء يترأسه الرئيس الذي يحضر الاجتماعات على أساس استشاري فقط.

### مكان اجتماعات مجلس الوزراء
تعقد اجتماعات مجلس الوزراء في المجمع الرئاسي وهو مقر الإقامة الرسمي لرئيس الجمهورية ومقر الحكومة. وكانت تعقد الاجتماعات سابقًا في قصر جانكايا ومكتب رئيس الوزراء.

## الحكومة الحالية
الحكومة التركية الحالية هي الحكومة السادسة والستين في تاريخ تركيا الحديث برئاسة رئيس الجمهورية رجب طيب أردوغان (وتمثل الحكومة الرابعة لأردوغان) تولت الحكم منذ 9 يوليو 2018. وتتألف حاليًا من رئيس الجمهورية ونائبه و 17 وزيرًا وهم كما يلي :
| الصورة                                      | الاسم             | المنصب                                  | الحزب                | بداية العهدة   |
| ------------------------------------------- | ----------------- | --------------------------------------- | -------------------- | -------------- |
|                                             | رجب طيب أردوغان   | رئيس الجمهورية ورئيس مجلس الوزراء       | حزب العدالة والتنمية | 9 يوليو 2018   |
| الصورة                                      | الوزير            | المنصب                                  | الحزب                | بداية العهدة   |
| نائب رئيس الجمهورية ونائب رئيس مجلس الوزراء |                   |                                         |                      |                |
|                                             | فؤاد أقطاي        | نائب رئيس الجمهورية والحكومة            | مستقل                | 10 يوليو 2018  |
| الوزراء                                     |                   |                                         |                      |                |
|                                             | عبد الحميد جول    | وزير العدل                              | حزب العدالة والتنمية | 10 يوليوز 2018 |
|                                             | زهراء زمرد سلجوق  | وزيرة العمل والخدمات الاجتماعية والأسرة | مستقل                | 10 يوليو 2018  |
|                                             | مولود جاويش أوغلو | وزارة شؤون الخارجية                     | حزب العدالة والتنمية | 10 يوليو 2018  |
|                                             | سليمان صويلو      | وزير الداخلية                           | حزب العدالة والتنمية | 10 يوليو 2018  |
|                                             | بيرات البيرق      | وزير المالية والخزانة                   | حزب العدالة والتنمية | 10 يوليو 2018  |
|                                             | فاتح دونماز       | وزير الطاقة والموارد الطبيعية           | مستقل                | 10 يوليو 2018  |
|                                             | خلوصي آكار        | وزير الدفاع                             | مستقل                | 10 يوليو 2018  |
|                                             | بكر باك ديميرلي   | وزير الزراعة والغابات                   | مستقل                | 10 يوليو 2018  |
|                                             | ضياء سلجوق        | وزير التربية الوطنية                    | حزب العدالة والتنمية | 10 يوليو 2018  |
|                                             | فخر الدين قوجة    | وزير الصحة                              | مستقل                | 10 يوليو 2018  |
|                                             | روهصار بكجان      | وزيرة التجارة                           | مستقل                | 10 يوليو 2018  |
|                                             | محمد نوري آرصوي   | وزير الثقافة والسياحة                   | مستقل                | 10 يوليو 2018  |
|                                             | محمد قصاب أوغلو   | وزير الشباب والرياضة                    | مستقل                | 10 يوليو 2018  |
|                                             | مراد كوروم        | وزير العمران والبيئة                    | حزب العدالة والتنمية | 10 يوليو 2018  |
|                                             | مصطفى ورانك       | وزير الصناعة والتكنولوجيا               | مستقل                | 10 يوليو 2018  |
|                                             | جاهد طوران        | وزير النقل والبنية التحتية              | مستقل                | 10 يوليو 2018  |